# Bohdan Gadomski
Bohdan Gadomski (ur. 7 października 1949 w Łodzi, zm. 24 marca 2020 tamże) – polski dziennikarz i publicysta.

## Życiorys

### Wczesne lata
Urodził się w Łodzi jako syn Eweliny Gadomskiej, śpiewaczki, i Jerzego Gadomskiego, który występował publicznie grając na harmonijce ustnej. We wczesnych latach brał wielokrotnie udział w łódzkich „Spotkaniach z polską piosenką”, zwyciężając kilkanaście razy. W klasie piątej szkoły podstawowej należał do teatrzyku dziecięcego w Pałacu Młodzieży w Łodzi, gdzie wystąpił w operetce dziecięcej Drewniaczek na motywach baśni Pinokio. W filmie dokumentalnym Wytwórni Filmów Oświatowych z Łodzi pod tytułem Komu dwójkę? (1963) pojawił się w głównej roli Janka. Jako uczeń czwartej klasy licealnej pisał na łamach miesięcznika pracy twórczej „Radar”. Będąc w klasie maturalnej wygrał konkurs radiowy dla młodych piosenkarzy amatorów „Bez protekcji” Włodzimierza Korcza zorganizowany przez Radio Łódź, śpiewając piosenkę „Nikt nie pomoże” z repertuaru Teresy Tutinas.
Początkowo zdawał konkursowy egzamin na wydział wokalno-aktorski Państwowej Wyższej Szkoły Muzycznej w Łodzi; jednak choć jego występ spodobał się komisji egzaminacyjnej, której przewodniczyła Olga Olgina, w ocenie końcowej stwierdzono, że jego głos bardziej nadaje się do piosenki aniżeli opery. Studiował filologię polską w dwóch uczelniach pedagogicznych, bo chciał zostać nauczycielem języka polskiego. Ukończył Studium Dziennikarstwa i Wiedzy o Prasie w Łodzi oraz Państwowe Studium Kultury i Oświaty w Warszawie (reżyseria teatralna teatrów niezawodowych).

### Kariera
Na początkowym etapie swojej działalności dziennikarskiej, pisał w wielu tytułach prasowych: „Film”, „Ekran”, „Scena”, „Teatr”, „itd”, „TIM”, „Panorama”, „Tygodnik Kulturalny”, „Kultura”, „Wprost”, „Walka Młodych”, „Non Stop”, „TV Sat Magazyn”, „Synkopa”, „Śpiewamy i Tańczymy”, „Do Rzeczy”, „Kalejdoskop” (miesięcznik, regionalny informator kulturalny wydawany przez Łódzki Dom Kultury), „Zwierciadło”, „Znane i nieznane”, „Kurier Szczeciński” i „Wieczór Wybrzeża”, ale przede wszystkim w łódzkim tygodniku „Odgłosy”, gdzie specjalizował się w dużych formach dziennikarstwa prasowego i uczył warsztatu. Był autorem licznych publikacji na temat życia i działalności Violetty Villas, Michaela Balla, Shirley Bassey i Ymy Sumac oraz wielu programów radiowych i telewizyjnych o gwiazdach piosenki z Polski i zagranicy. Laureat „Złotego Pióra”, „Złotego Taboru”, „Złotego Prometeusza”, „Diamentowej Nuty”, „Diamentowego Liścia Medialnego” oraz medalu „Serce za serce”.
Wystąpił w filmowej etiudzie fabularnej Bronisławy Nowickiej Mantra (2004) z Gabrielą Muskałą. W komedii kryminalnej Lawstorant (2005) zagrał postać sąsiada tytułowego bohatera (w tej roli Michał Wiśniewski). Wystąpił także w czterech teledyskach.
Nagrał piosenki takie jak „Duch, dusza i ciało” (2015) z muzyką i słowami Agnieszki Chrzanowskiej, „Czy pani tańczy twista” (2016) w duecie z Aldoną Orłowską, „Wszystko przeminie, wszystko przepadnie” (6 grudnia 2016) z repertuaru płytowego Zdzisławy Sośnickiej (1977) oraz świąteczny utwór „Ten wyjątkowy czas” (grudzień 2018).
Redagował autorskie rubryki w tygodniku „Angora” oraz gazecie „Express Ilustrowany”. Występował jako recenzent muzyczny i gość programów na antenach TVP1, TVP2, Polsatu, TVN i Superstacji. Współpracował z TVP3 Katowice. Przez kilkanaście lat był redaktorem muzycznym trzech łódzkich stacji radiowych: Radio Łódź, Radio Classic i Radio Parada. Przez trzy lata prowadził nocne programy telewizyjne Noc z telewizją Katowice i przez rok program telewizyjny Poznajmy ich prywatnie w TV Toya. Był recenzentem muzycznym festiwali piosenki i gal telewizyjnych.
Nakręcono o nim pięć programów telewizyjnych i film Diamentowo Złoty Redaktor (2013) w reżyserii Moniki Jeznach-Nowickiej (praca dyplomowa), który był prezentowany na Międzynarodowym Festiwalu Filmów Dokumentalnych we Wrocławiu w 2015.
W maju 2019 wydał książkę Andrzej z piekła Rodan – portret pisarza, będąca dalszym ciągiem opublikowanej przed 10 laty biografii współczesnego pisarza Andrzeja Rodana, Andrzej Rodan – pisarz zakazany.

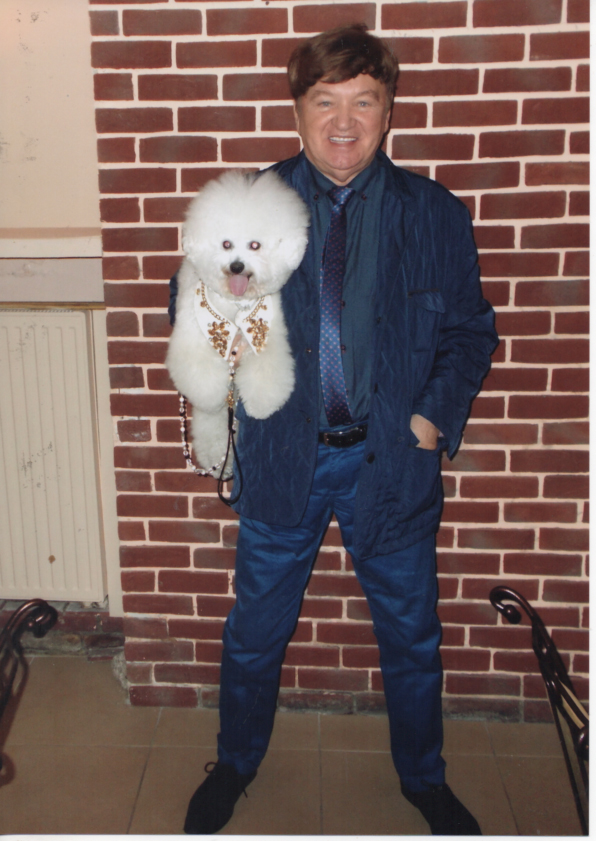
Bohdan Gadomski ze swoim psem championem Polski – Oskarem

## Życie prywatne
Utrzymywał, że przez krótki czas był w związku z Violettą Villas. Oprócz muzyki jego największą pasją było przygotowywanie swoich psów rasy bichon frise, których był miłośnikiem, do różnego rodzaju konkursów i wystaw. Jego psy wielokrotnie były nagradzane na pokazach krajowych i międzynarodowych.

## Śmierć
W 2019 przebył zawał serca. Od końca lutego do 6 marca 2020 przebywał w jednym z łódzkich szpitali, po czym znalazł się pod opieką zaprzyjaźnionych mu osób. 8 marca 2020 został ponownie hospitalizowany w związku z utratą przytomności. Zmarł w szpitalu 24 marca 2020, w wieku 70 lat, nie odzyskawszy przytomności. Śmierć dziennikarza została podana do wiadomości publicznej na początku kwietnia, za pośrednictwem mediów społecznościowych. Jak poinformowano w programie Alarm!, przyczyną zgonu dziennikarza było uszkodzenie ośrodkowego układu nerwowego, będącego konsekwencją zaaplikowania zbyt dużej dawki insuliny, która nie była podawana specjalistycznym sprzętem. Został pochowany 27 kwietnia 2020 na cmentarzu Doły w Łodzi (część komunalna).
Prokuratura Łódź-Górna skierowała w styczniu 2022 do sądu akt oskarżenia przeciwko Borysowi Ł. i jego żonie Halinie Ł.-K., którzy opiekowali się Bohdanem Gadomskim w ostatnich tygodniach przed śmiercią. Sekcja zwłok wykazała, że miał otrzymać zastrzyk z insuliny, który dziesięciokrotnie przewyższał zalecaną dawkę. 4 października 2023 Sąd Okręgowy w Łodzi uznał ich winnymi nieumyślnego spowodowania śmierci Gadomskiego i wymierzył Borysowi Ł. karę jednego roku i pięciu miesięcy pozbawienia wolności, a Halinie Ł.-K. karę trzech miesięcy pozbawienia wolności i dziewięciu miesięcy prac społecznych. Zarówno prokuratura jak i oskarżeni zapowiedzieli apelację od wyroku. Niezależnie rozpoczęto proces cywilny o majątek po Gadomskim, który zgodnie z testamentem w całości miał przypaść małżeństwu. Proces jest zawieszony do wyroku w sprawie karnej.
Po śmierci Gadomskiego w łódzkim Teatrze Powszechnym wystawiono inspirowaną jego postacią sztukę „Tańczący z gwiazdami”.

## Nagrody i wyróżnienia
- 1999: „Złote Pióro” dla najlepszego recenzenta festiwali: Krajowego Festiwalu Piosenki Polskiej w Opolu i Sopot Festival.
- 1999: „Złota Nuta” na 20-lecie pracy dziennikarza muzycznego.
- 2009: „Diamentowa Nuta” w plebiscycie „Złota Nuta 2009” od pięciu mediów internetowych i prasowych, za 30-lecie działalności dziennikarza muzycznego.
- 2010: „Diamentowy Liść Medialny 2010” – nagroda kapituły programu medialnego „Polska w Europie – Europa w Polsce”.
- „Złota Odznaka Prometeusza” – wyróżnienie Kapituły Fundacji Pro Publico Bono za wielkie serce dla dzieci pokrzywdzonych przez los i niepełnosprawnych.
- „Złoty Tabor” – wyróżnienie nadane na Międzynarodowym Festiwalu Piosenki Cygańskiej w Ciechocinku przez Kapitułę Królewskiej Rady Starszych pod przewodnictwem Króla Romów za popularyzację kultury Romów.